# Битка при Норея
Битката при Норея се провежда през 112 пр.н.е. Това е началото на Кимврийската война – военен конфликт между Римската република и племената на кимври и тевтони. Битката завършва с тежко поражение на римляните.

## Предистория
По неизвестни причини (вероятно заради климатични промени) около 120 – 115 пр.н.е., кимврите напускат територията, която обитават при Балтийско море на полуостров Ютланд и Южна Скандинавия и тръгват на югоизток, като скоро се присъединяват към техните съседи тевтоните. Двете племена заедно побеждават скордиските и боите – много хора, от които вероятно, се присъединяват към тях след загубите. През 113 пр.н.е. достигат Дунав и Норик територии на съюзническото на Рим племе – тавриски (Taurisci). Тавриските не са в състояние сами да отблъснат тези нови силни нашественици и се обръщат с искане за помощ от Римската република. На следващата година консула Гней Папирий Карбон повежда легиони към Норик, където взима защитна позиция близо до Аквилея.

## Битката
Карбон настоява кимврите и техните съюзници да напуснат веднага провинцията, без никакви уговорки. Кимврите са чували от другите племена много истории за страховитата сила на римските легиони и след като виждат размера и добрата позиция на римската армия решават да изпълнят искането на римския консул и да се оттеглят. Въпреки че условията му са изпълнени Карбон няма намерение да пропусне възможността да нанесе поражение на враговете на Рим (а и възможност за получаване на триумф) и решава да нападне племената. Той изпраща водачи, които да ескортират кимврите и тевтоните до границата, но вместо към най-краткия път до излизане от провинцията, водачите повеждат германците към предварително устроен им капан приготвен от римляните. По някаква причина, вероятно предупреждение от собствените си скаути или предателство (от гледната точка на римляните) на някой от водачите, племената разбират за засадата на римляните. Племената заобикалят и нападат нищо неподозиращите римски войници чакащи в засада. С численото си превъзходство кимври и тевтони нанасят тежко поражение на римляните.
Вечерта на същия ден се разразила гръмотевична буря, която спряла племената в това да преследват бягащите в хаос римски войници. Оцелелите легионери се прегрупират и успяват да избягат към Италия. Причината, поради която племената спират да преследват римляните, се дължи на това, че германците вярват, че гръмотевичните бури се дължат на гневът на боговете им – гняв, който е далеч по-страшен за тях отколкото, който и да е било враг.

## Последици
Карбон успява да спаси живота си и да избяга с остатъците от армията си (макар че племената по погрешка се хвалели, че са хванали и екзекутирали предателя). След като се завръща в Рим сенатът отнема титлата консул на Карбон заради непозволеното нападение и последвалото позорно поражение, но все пак посрамения пълководец не е изпратен в изгнание (което е прието да се прави като наказание за провалилите се и напълно победени военачалници).
В Рим очакват най-лошото, но вместо да навлязат в Италия кимври и тевтони се отправят на запад към Галия. Там през 105 пр.н.е. в битката при Аравзио римляните ще претърпят ново поражение в тази война и едно от най-тежките си поражения въобще в историята.